# Bay of Isles
Die Bay of Isles (englisch für Bucht der Inseln) ist eine Bucht an der Nordküste Südgeorgiens zwischen Kap Buller im Westen und Kap Wilson im Osten. Zu den Nebenbuchten der Bay of Isles gehören der Rosita Harbour, die Camp Bay, der Sunset-Fjord und der Sea Leopard Fjord.
Entdeckt und benannt wurde sie 1775 im Zuge der Zweiten Südseereise (1772–1775) des britischen Seefahrers und Entdeckers James Cook. Namensgebend waren die zahlreichen Inseln innerhalb der Bucht. Zu diesen Inseln zählen Albatross Island, Crescent Island, Invisible Island, Mollyhawk Island, Skua Island, Petrel Island, Prion Island, Tern Island, Dot Island und der Seaward Rock.